# Liste der Naturdenkmale in Lippetal
Die Liste der Naturdenkmale in Lippetal nennt die Naturdenkmale in Lippetal im Kreis Soest in Nordrhein-Westfalen.

## Naturdenkmale
| Nummer | Bezeichnung   | Gemarkung             | Lage | Bemerkung | Bild |
| ------ | ------------- | --------------------- | --- | --------- | ---- |
| C 3.01 | Stieleiche    | Heintrop-Büninghausen | Flur 1, Flurstück 161 Einzeln stehende Eiche an der Büninghauser Straße, Abzweig Alter Hellweg (51° 39′ 45″ N, 8° 1′ 6,1″ O)      |           |      |
| C 3.02 | Schwarzpappel | Heintrop-Büninghausen | Flur 3, Flurstück 7 Einzeln stehende artenreine Schwarzpappel in der Lippeaue südlich von Lippborg (51° 39′ 37,4″ N, 8° 2′ 13″ O) |           |      |
| C 3.03 | Stieleiche    | Niederbauer           | Flur 3, Flurstück 7 Herausragende Eiche am Sandweg, Abzweig zur Hofeinfahrt (51° 39′ 32,2″ N, 8° 6′ 7,5″ O)                       |           |      |
| C 3.04 | Stieleiche    | Schoneberg            | Flur 2, Flurstück 423 Herausragende Eiche innerhalb einer Wiese nördlich des Hofgeländes (51° 39′ 8,5″ N, 8° 10′ 10,4″ O)         |           |      |